# Richard Papillon
Richard „shox“ Papillon (* 27. Mai 1992) ist ein französischer E-Sportler in der Disziplin Counter-Strike: Global Offensive.

## Karriere
Shox begann seine Karriere in Counter-Strike 1.2 und wechselte in den ersten Jahren mehrfach die Version des Spiels und die Organisation. Schließlich blieb er bei Counter-Strike: Source. Er spielte von 2008 bis 2012 bei diversen Teams, wobei er international und national Erfolge sammeln konnte. 2012 wechselte er in die Disziplin Counter-Strike: Global Offensive zusammen mit seinem ehemaligen Mitspieler Adil „ScreaM“ Benrlitom.
Nach mehreren Stationen bei kleineren Mannschaften trat Papillon im Mai 2013 dem Team VeryGames bei, für das er bereits zuvor in anderen Disziplinen aktiv war. Er erzielte in seinem ersten Major-Turnier, der DreamHack Winter 2013, den 3.–4. Platz. 2013 folgten zudem Siege bei der ESL Major Series One – Summer 2013, der StarLadder StarSeries VII und der der ESL Major Series One – Fall 2013. Neben seinen Erfolgen im Team wurde er zum besten Spieler der StarLadder StarSeries VII und zum drittbesten Spieler des Jahres 2013 von HLTV gewählt.
Nach der Auflösung von Team VeryGames Ende des Jahres 2013 spielte Papillon 2014 bei Titan eSports und Epsilon eSports. Mit Titan erzielte er in der DreamHack Invitational I den 1. Platz, im Major ESL Major Series One Katowice 2014 den 9.–12. Platz und bei der DreamHack Valencia 2014 den zweiten Platz. Für seine Leistung in der DreamHack Invitational I und der DreamHack Valencia wurde er zum jeweils besten Spieler des Turniers gewählt. Das zweite Major des Jahres, der ESL One: Cologne 2014, bestritt er mit Epsilon. Er schied im Viertelfinale gegen Team Dignitas aus. Im September 2014 wechselte Papillon zum Team LDLC, mit welchem er mit dem Gewinn der DreamHack Winter 2014 seinen bisher einzigen Major-Sieg feierte. Überdies gewann er die StarLadder StarSeries XI. Er wurde als achtbester Spieler erneut in die Liste der 20 besten Spieler des Jahres aufgenommen.
Nachdem LDLC im Januar 2015 von Team EnVyUs übernommen wurde, vertrat er die US-amerikanische Organisation bis zum Juli des Jahres. Mit Envy erreichte er den Halbfinaleinzug im Major ESL One: Katowice 2015. Zudem gewann er das MLG X Games Aspen Invitational, das Gfinity Spring Masters 1, die StarLadder StarSeries XII und die Gfinity Masters Summer 1. Außerdem gewann er für seine Einzelleistung bei der Gfinity Master Summer 1 die Auszeichnung als besten Spieler des Turniers. Im Juli wechselte er erneut zu Titan. Das Major ESL One: Cologne 2015 beendete er bereits frühzeitig auf dem 13.–16. Platz. Mit Titan nahm er auch am 3. Major Turnier des Jahres, der DreamHack Open Cluj⁠-⁠Napoca 2015 teil. Er beendete das Turnier auf dem 9.–12. Platz. Wie auch die Jahre zuvor, wurde er mit dem 13. Platz in die Liste der zwanzig besten Spieler des Jahres aufgenommen.
Im Februar 2016 wurde die Mannschaft von G2 Esports übernommen. Das erste Major Turnier 2016, dem MLG Major Championship: Columbus 2016, beendete er auf der Platzierung 9.–12. Darauf folgte ein zweiter Platz in der ESL Pro League Season 3 und ein Sieg in der Esports Championship Series Season 1. Im Major ESL One: Cologne 2016 erreichte er den 13.–16. Platz. Papillon wurde als sechstbester Spieler des Jahres ausgezeichnet.
2017 erzielte er im ELEAGUE Major: Atlanta 2017 den 12.–14. Platz. Nachfolgend gewann er die DreamHack Open Tours 2017 und die SL Pro League Season 5. Das zweite Major, dem PGL Major Kraków 2017, endete für ihn auf dem 9.–11. Platz. Das Jahr endete für ihn mit einem Sieg in der DreamHack Masters Malmö 2017 und einem dritten Platz im EPICENTER 2017.
2018 begann für ihn mit einem Einzug in die Play-offs Phase im ELEAGUE Major: Boston 2018. Er beendete das Turnier auf dem 5.–8. Platz. Anschließend saß er von März bis Juni auf der Bank von G2 Esports. Nachdem er zurück in die Startaufstellung des Teams gekommen war, spielte er das Major FACEIT Major: London 2018. Papillon erreichte mit seinem Team den 9.–11. Platz.
Im Februar 2019 nahm er am Intel Extreme Masters XIII - Katowice Major 2019 teil, welches auf der Platzierung 12.–14. beendet wurde. Zudem erzielte er den 3. Platz in den World Electronic Sports Games 2018, den 2. Platz in der ESL Pro League Season 9 und einen Sieg in der Good Game League 2019. Nachdem er das Major StarLadder Berlin Major 2019 auf den 9.–11. Rang beendete, wechselte Papillon zum Team Vitality. Mit seinem neuen Team gelang ihm ein zweiter Platz im DreamHack Masters Malmö 2019 und ein Sieg im Turnier EPICENTER 2019.
2020 erzielte er den zweiten Platz im BLAST Premier: Spring 2020 European Finals, der cs_summit 6 Online: Europe, der ESL One: Cologne 2020 Online - Europe und der DreamHack Open Fall 2020. Anschließend gewann er die Intel Extreme Masters XV - Beijing Online: Europe und das BLAST Premier: Fall 2020.
Im folgenden Jahr erreichte er den 3. Platz im BLAST Premier: Global Final 2020, den 3.–4. Platz im Intel Extreme Masters XVI - Summer, den 2. Platz in ESL Pro League Season 14 und den 3. Platz in Intel Extreme Masters XVI - Fall: Europe. Das erste Major seit 2019, dem PGL Major Stockholm 2021, beendete er auf dem 5.–8. Rang. Darauf folgten ein zweiter Platz im BLAST Premier: Fall Finals 2021, ein Sieg im Intel Extreme Masters XVI - Winter und ein dritter Platz im BLAST Premier: World Final 2021.
Am 29. Dezember 2021 wechselte Papillon, trotz eines erfolgreichen Jahres 2021, zum Team Liquid. 2022 erreichte mit seinem neuen Team als bestes Resultat einen 5.–8. Rang bei der ESL Pro League Season 15. Nachdem er im Juni auf die Bank gesetzt worden war, wechselte er zwei Monate später zum Team Apeks. Nach wenigen Monaten wurde er bei Apeks auf die Bank gesetzt. Im Jahr 2023 spielte er einige Turniere für Nakama Esports.

## Auszeichnungen
- 2013: Platz 3 der HLTV.org Bestenliste[2]
- 2014: Platz 8 der HLTV.org Bestenliste[4]
- 2015: Platz 13 der HLTV.org Bestenliste[5]
- 2016: Platz 6 der HLTV.org Bestenliste[6]